# Sauber C12

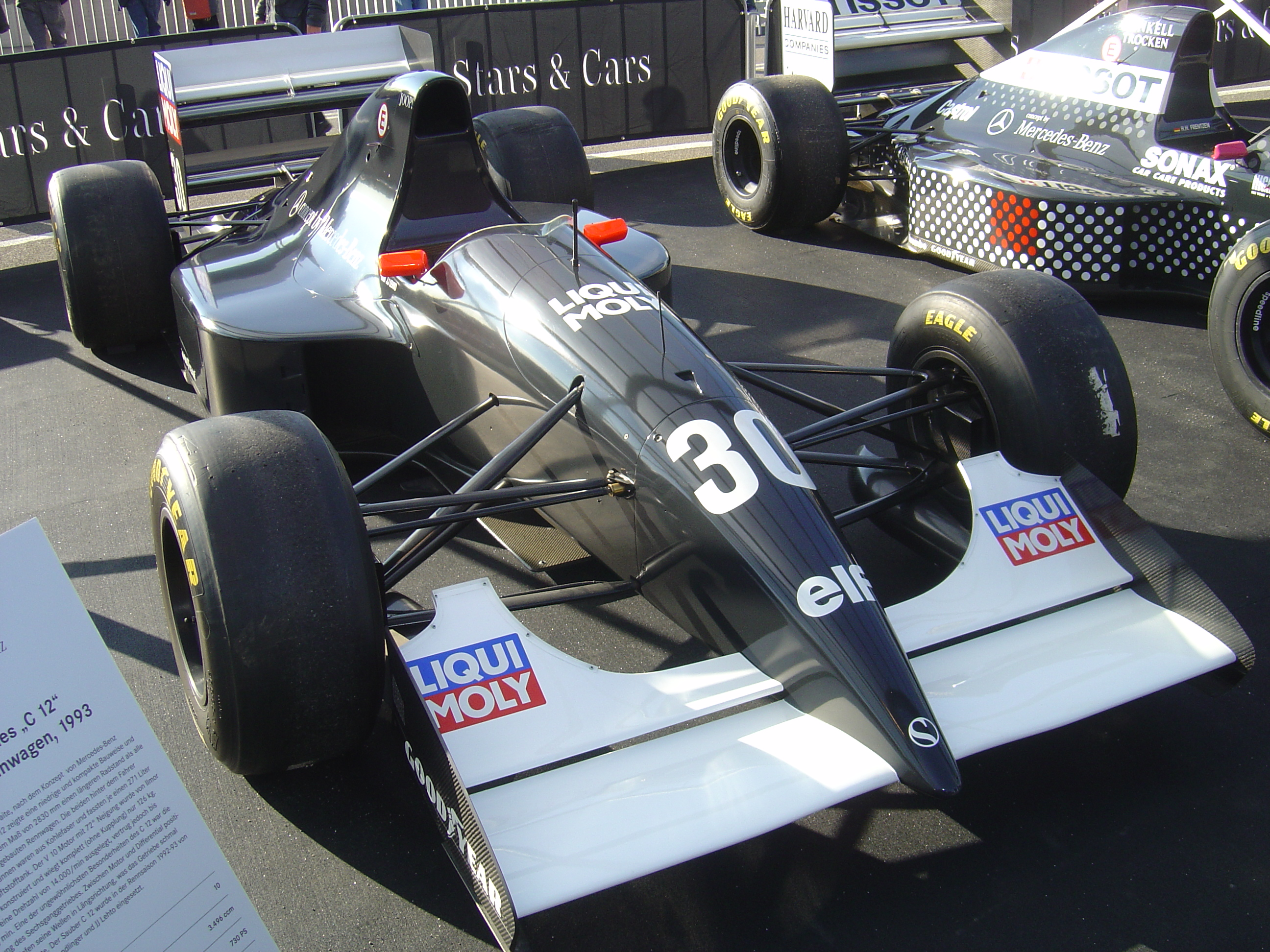
Sauber C12

Der Sauber C12 war der erste Formel-1-Rennwagen von Sauber Motorsport und wurde bei allen Rennen der Formel-1-Weltmeisterschaft 1993 eingesetzt.

## Technik und Entwicklung
Der C12 wurde von Harvey Postlethwaite 1992 konzipiert und von Leo Ress im Detail entwickelt. Der V10-Motor mit 3,5 l Hubraum stammte von Ilmor und wurde in Zusammenarbeit mit Mercedes entwickelt. Er trug die Bezeichnung Sauber 2175.
Das Benzin für den C12 kam von Elf und wie bei allen anderen Teams war Goodyear der Reifenlieferant.

## Lackierung und Sponsoring
Die Grundfarbe der C12 war schwarz. Der Front- und Heckflügel waren weiß gehalten. Auf der Motorenhaube stand der Schriftzug concept by Mercedes-Benz. Sponsorenaufkleber waren vom Öllieferant Liqui Moly an den Seiten des Heckflügels und auf den Luftleitblechen des Frontflügels die Logos angebracht.

## Fahrer
Die Fahrer waren für alle 16 Rennen der Saison Karl Wendlinger und JJ Lehto.

## Ergebnisse
| Fahrer               | Nr.                  | 1   | 2   | 3   | 4   | 5   | 6   | 7 | 8   | 9   | 10  | 11  | 12  | 13  | 14 | 15  | 16  | Punkte | Rang |
| -------------------- | -------------------- | --- | --- | --- | --- | --- | --- | - | --- | --- | --- | --- | --- | --- | -- | --- | --- | ------ | ---- |
| Formel-1-Saison 1993 | Formel-1-Saison 1993 |     |     |     |     |     |     |   |     |     |     |     |     |     |    |     |     | 12     | 7.   |
| K. Wendlinger        | 29                   | DNF | DNF | DNF | DNF | DNF | 13  | 6 | DNF | DNF | 9   | 6   | DNF | 4   | 5  | DNF | 15  | 12     | 7.   |
| J. Lehto             | 30                   | 5   | DNF | DNF | 4   | DNF | DNF | 7 | DNF | 8   | DNF | DNF | 9   | DNF | 7  | 8   | DNF | 12     | 7.   |

| Legende  | Legende            | Legende                                                          |
| Farbe    | Abkürzung          | Bedeutung                                                        |
| -------- | ------------------ | ---------------------------------------------------------------- |
| Gold     | –                  | Sieg                                                             |
| Silber   | –                  | 2. Platz                                                         |
| Bronze   | –                  | 3. Platz                                                         |
| Grün     | –                  | Platzierung in den Punkten                                       |
| Blau     | –                  | Klassifiziert außerhalb der Punkteränge                          |
| Violett  | DNF                | Rennen nicht beendet (did not finish)                            |
| Violett  | NC                 | nicht klassifiziert (not classified)                             |
| Rot      | DNQ                | nicht qualifiziert (did not qualify)                             |
| Rot      | DNPQ               | in Vorqualifikation gescheitert (did not pre-qualify)            |
| Schwarz  | DSQ                | disqualifiziert (disqualified)                                   |
| Weiß     | DNS                | nicht am Start (did not start)                                   |
| Weiß     | WD                 | zurückgezogen (withdrawn)                                        |
| Hellblau | PO                 | nur am Training teilgenommen (practiced only)                    |
| Hellblau | TD                 | Freitags-Testfahrer (test driver)                                |
| ohne     | DNP                | nicht am Training teilgenommen (did not practice)                |
| ohne     | INJ                | verletzt oder krank (injured)                                    |
| ohne     | EX                 | ausgeschlossen (excluded)                                        |
| ohne     | DNA                | nicht erschienen (did not arrive)                                |
| ohne     | C                  | Rennen abgesagt (cancelled)                                      |
| ohne     | keine WM-Teilnahme |                                                                  |
| sonstige | P/fett             | Pole-Position                                                    |
| sonstige | 1/2/3/4/5/6/7/8    | Punktplatzierung im Sprint-/Qualifikationsrennen                 |
| sonstige | SR/kursiv          | Schnellste Rennrunde                                             |
| sonstige | *                  | nicht im Ziel, aufgrund der zurückgelegten Distanz aber gewertet |
| sonstige | ()                 | Streichresultate                                                 |
| sonstige | unterstrichen      | Führender in der Gesamtwertung                                   |